# Перцептивни и моторни развој одојчета
Једна од најдраматичнијих развојни промена током прве године живота, је огромно повећање способности одојчета да истражује средину гледајући је, крећући се у њој и манипилишући. Опажање и активности су блиско повезане. Одојчад, ништа мање него одрасли, опажају да би добили информације о активностима и активни су да би добили још информација.

## Досезање и хватање
На узрасту око 2½ месеца, бебе почињу да визуелно воде своје покрете када хватају неки објекат. Супротно ранијим рефелексним активностима након рођења, који су контролисани деловима мозга који се налазе ниже од коре великог мозга, ови вољни покрети су сада под контролом коре. Најпре, досезање захтева концентрацију, и бебе често наизменично гледају у своју руку и објекте које желе да дохвате. Увежбавањем, њихова координација око-рука постепено се побољшава.
До узраста од 9 месеци, већина беба може да води свој покрет једним погледом, а покрети којима досежу до и хватају предмет делују подједнако интегрисани и аутоматски као и рефлекси. На узрасту између 3 и 12 месеци, одојчад достиже већу истанчаност покрета досезања и мануелног испитивања објеката. Седмомесечне бебе још увек не користе опозицију палца у односу на прсте за подизање објекта, али су са 12 месеци способни да покрећу палац и све прсте у положај који одговара величини објекта. Како досезање и хватање постају све боље координисани и прецизнији, деца су у стању да изведу сложеније низове активности, као што су пијење из чаше, једење кашиком, вађење бадема из кутије.
Гибсон истиче да како бебе стичу контролу над својим рукама, различити објекти их на различите начине позивају у истраживање: „Ствари се могу преместити, ударати, трести, стистакти, бацати – активности које имају информативне последице о својствима објеката“. Бебе као да осећају да различити објекти позивају на различите начине истраживања: звечке су да се тресу, кашике за стављање у уста, балони да лете.
Ове недавне студије развоја досезања и хватања остављају мало сумње у то да значај бебиних све већих вештина превазилази способност хватања и држања ствари. Перцептивно-моторна истраживања су суштинска средства за све веће знање о средини и стицање контроле над њом.

## Кретање
Напредак у локомоцији, способности самосталног кретања, је кључан за образац развојних промена које се дешавају крајем прве године постнаталног живота. Речима С. Фрајберг, „Први пут када беба самостално стоји, и први несигруни, независни кораци представљају камен темељац развоја личности, као и моторног развоја“. Међутим, бебе стичу способност долажења до и манипулисања објектима много пре него способност да се самостално крећу. Пре него што се достигне било који облик кретања, морају бити у стању да интегришу покрете многих делова тела.
Развој пузања, првог успешног начина кретања беба, одвија се неколико месеци кроз неколико фаза. Током првог месеца живота, када су покретни контролисани првенствено субкортикалним рефлексима, одојчад могу ненамерно пузати, захваљујући ритмичним покретима гурања њихових прстију или колена. На узрасту од 2 месеца, ово рефлексно гурање нестахе, и потребно је да прође наредних 5 или 6 месеци пре него што ће бебе заиста моћи да самостално пузе. Иако могу да држе подигнуту главу од 2. месеца, одојчад још увек има тешкоће у координисаном покретању руку. Напредак у том погледу дешава се око крајем трећег месеца.
Када су почеле да координишу покрете руку, бебе могу да се вуку наоколо, али им се ноге бескорисно вуку за њима. Нешто касније могу да се усправе на руке и колена, али могу само да се клате напред-назад, јер им ноге и руке још увек нису усклађене. Чак и када уђу у последњу фазу пузања око 8-9 месеца, њиховом кретању може недостајати прецизна координација, све док се, кроз вежбу, не успостави веза различитих делова у добро кординисану активност целог тела. Бебе обично овладавају ходањем тек неколико месеци наког што почну да пузе. Прелазак са пузања на ходање захтева реорганизацију стечених вештина која је још сложенија од преласка са гмизања на пузање.  Могу се уочити велике разлике у узрастима када су деца способна да изведу одређене активности. На пример, иако је око 50% деце могло да хода када су имала мале више од 1 године, око 10% њих још увек није ходало ни 2 месеца касније.

## Улога вежбања у моторном развоју
Једна од најранијих стратегија психолога за утврђивање релативне улоге наслеђа и средине у развоју, била је изучавање моторног развоја. Током 30-тих и 40-тих година двадесетог века, када су се Гезелове беби скале нашироко користиле, било је уобичајено веровање да учење и искуство имају малу или никакву улогу у моторним развојним променама као што су седење и ходање. Једна од често цитираних студија која је подржавала ово мишљење, изведена је у Хопи породицама на југозападу САД. У традиционалним Хопи породицама, бебе су биле чврсто везиване за равну даску током првих неколико месеци. Одвезиване су само једном или два пута дневно, да бих их окупали и пресвукли. Везивање је омогућавало врло мало кретања руку и ногу и никакво вежбање сложених покрета као што је превртање. У истраживању је поређен моторни развој Хопи деце из традиционалних породица и деце чији су родитељи били мање традиционални па их нису вазивали. Две групе деце се нису разликовале у узрасту када су почела самостално да ходају, што је у складу са идејом да развој ових базичних моторних вештина не зависи од вежбања.
Међутим, последњих деценија психолози су поново почели да истражују могућност да искуство, као и сазревање, игра значајну улогу у моторном развоју. На пример, у једном истраживању, једна група двонедељних беба имала је свакодневне троминутне вежбе ходања у току 6 недеља. Током ових вежби, одрасли су подржавали корачање беба, држећи их у усправном положају. Деца тренирана на овај начин, направила су своје прве самосталне кораке са око 10 месеци, 2 месеца раније од беба из контролне групе које нису имале исте вежбе.
Посматрања беба из различитих културних средина пружају додатне доказе да вежбање може утицати на узраст у коме деца достижу универзалне моторне прекретнице. Сапер извештава да међу Кипсигис народом у руралној Кенији, родитељи почињу да уче своју децу да седе, стоје и ходају убрзо након рођења. На пример, родитеље уче своју децу да седе, тако што их стављају у плитке рупе, ископане да би подржавала леђа детету, или намештају ћебад око њих да их придржавају у усправном положају. Ову процедуру понављају данима, све док деца не могу самостално да седе. Вежбање ходања почиње у осмој недељи. Родитељи држе бебу испод руку, тако да додирује подлогу, и лагано је воде напред. Кипсигис бебе, у просеку, почињу да седе 5 недеља раније, а да ходају три недеље раније у односу на бебе у САД. Истовремено, оне нису напредније у вештинама које нису вежбале и којима нису подучаване. Она не неуче ништа брже од америчке деце да се преврћу или да пузе, а касне за америчком децом у савладавању степеница. Слични резултати утврђени су и код деце Западних Индијанаца, која пролазе кроз културно преписан низ моторних вежби током првих месеци одојаштва.
Аше, номадски народ, из кишних шума источног Парагваја, обесхрабрују рани моторни развој. Утврђено је да Аше деца млађа од 3 године проводе 80 до 100% свог времена у директном физичком контакту са мајком и скоро никада нису удаљена од ње више од пола метра. Основни разлог је у томе што Аше, ловачко-скупљачко племе, не крче шуму на месту где подижу логор. Уместо тога, рашчисте само толико земље да могу да седну, остављајући корење, дрвеће, жбуње тамо где су и били. Из сигурносних разлога, мајке или носе деу или их држе на дохват руке. Аше достижу северно америчке норме на различитим тестовима социјалних способности, али значајно касне у овладавању великих моторних вештина, као што је ходање. У просеку, она проходавају са 23 месеца, скоро годину дана касније него деца у САД. Међутим, на узрасту од око 5 година, када су Аше деца изгурана из гнезда да би направила места за млађу децу, проводе много времена у сложеним игровним активностима које унапређују њихове моторне вештине.
За неколико година она се пењу на дрво, секу грана док висе високо изнад земље, на начин који говори о нормалним, ако не изузетним перцептивно-моторним вештинама. Иако рано вежбање изгледа да нема дуготраног утицаја на развој основних моторних вештина, постоје подаци, да рано вежбање неких културно специфичних вештина, као што је бацање бумеранга, играње тениса, вожење ролера, има дуготрајне ефекте. У једној од класичних раних студија о улози искуства у моторном развоју Мекгро је по једног близанца из пара тренирала у различитим активностима које захтевају посебне вештине, као што су пливање, вожња ролера. Када би први савладао вештину, његов брат близанац је започињао вежбање исте активности. Подаци показују да је други близанац врло брзо достизао свог брата у нивоу вештина. Међутим, у периоду адолесценције и зрелости, први близанац је био вештији у овим активностима и испољавао је више ентузијазма према њима. Као што свако ко је пробао неку непознату вештину, посебне моторне вештине се не савлађују без упорног вежбања, а у неким случајевима ни без година учења. Препознајући ову чињеницу, специјализовано учење неких високо вреднованих вештина, као што су свирање иснтрумента или плес, у многим културама почиње врло рано, што доводи до виског нивоа успешности.

## Ходање
Највеће последице развојних новина у нервном систему су дететова повећана контрола над мишићима руке, шаке, бешике, црева и ноге, и боља координација опажаја и делања. Ходање даје одличан пример нове моторне функције која се развија истовремено са повећањем осетљивости за опажајне информације из средине. У низу истраживања, истраживачи су пратили како се неколико независно равијаних активности повезује да би омогућило ходање. Један суштински елемент овог процеса је способност координације покрета ногу са пребацивањем тежине са једне на другу ногу са сваким кораком напред. На пример, утврдили су да ако одојче стоји на покретној траци и има потребан ослонац, може да изведе образац кретања ногу потребан за ходање већ са 7 месеци. Али бебе овог узраста не могу још да ходају на непокретној површини, и без подршке нису у стању да пребацују тежину и покрећу руке на координисан начин.
Ходање не зависи само од повећања моторних способности; оно такође захтева од беба способност процене визуелних информација које добијају о нагибу пода, на пример, док се крећу кроз простор. Оне користе ове информације да ускладе свој положај тела и да усмере наредне кораке. Чак и у зрелом добу, ако су визуелне повратне информације поремећене, ходање постаје тешко, као што може посведочити свако које у забавним парковима ходао кроз собу са искривљеним огледалима.
Истраживачи су утврдили да тек када почну самостално да се крећу, одојчад почиње да прави неопходна прилагођавања положаја тела, као одговор на визуелне информације које добијају кретањем. Тестирали су одојчад стару 5, 7, 9 и 11 месеци у специјалном апарату у коме су се зидови мале просторије кретали, док је дете било непомично, седећу и специјално дизајнираном седишту за бебе које је бележило притисак у односу на дететова леђа. Какд су се зидови просторије кретали ка беби, деветомесечна деца су се јако нагињали у назад, као да су имали осећај да падају у напред па су то комензовали нагињући се у назад. (Једанаестомесечна деца, која су била у стању да сама стоје су заиста падала у назад. Седмомесечне бебе, од којих се неке већ пузале, показивале су неке трагове прилагођавања положаја тела, док најмлађи узраст није показао никакве, што указује да још нису стекли способност да исправно тумаче промене у визуелном пољу у односу на сопствено кретање.
Аутори су закључили да се ни један фактор не може сматрати узрочником кретања; ходање постаје глатко интегрисана активност када све његове компоненте (усправан положај, смењивање ногу, пребацивање тежине, процена визуелних информација добијених током кретања) развијене и дете има довољно прилика да их координише у оквиру одговарајућег контекста.
Са првим корацима, бебе постају „гегачи“ (енг. toddler); назив се односи на карактеристичан начин на који шире ноге и гегају се с једне стране на другу. Већина једногодишњака нема равнотежу и често пада, али их падање не зауставља. Земља није далеко. Поред тога, ходање је сувише узбудљиво да би од њега одустали, тако да једноставно устају и јуре напред до следећег пада. Ходање уноси још више промене у бебин живот, него пузање. Као што је то Фрајбергова је речито изразила, ходање представља прекидање везаности за мајчино тело... За дете које прави прве кораке и схавта да хода само, овај тренутак мора донети први јасан осећај јединствености и одвојености његовог тела и његове личности, откриће засебног себе.
Много месеци ће проћи након првих корака, пре него што дете може са лакоћом да хода, пење се, шутира и скаче на координисан начин. Већина америчке деце не може да се пење и силази низ степенице пре узраста од 17 месеци, да шутира лопту напред пре 20. месеца, или сакаче пре него што напуни скоро 24 месеца.

## Мануелна спретност
Координација финих покрета руке значајно расте између узраста од 12 и 30 месеци. Одојче од годину дана може само да котрља лопту или да је смотано одбаци; до узраста од 2½ године, може да је баци. Такође могу да окрену странице књиге без цепања или гужвања, секу маказама, нижу перле са иглом и концем, са лакоћом направе торањ од 6 коцки, држе чашу млека или кашику са течношћу а да је непроспу, и да се обуку (све док нема дугмића). Свако од ових постигнућа може само по себи деловати безначајно, али свака вештина захтева доста вежбе да би се њоме овладало, и свака повећава свеукупну способност детета.
Чак и поступак тако елементаран, као што је употреба кашике, коју су детаљно испитивали Конили и Далглиш, захтева невероватно прецизну координацију. Након што је кашика зароњена у храну, мора се држати равно како се ништа не би просуло док се приближи уснама. Затим њен садржај треба испразнити у устима. На узрасту од 10 до 12 месеци, бебе могу извести са кашиком само једноставне ствари, као што је лупање по столу или понављано зарањање у чинију.
Нешто старија деца могу да координишу акције отварања уста и приближавања кашике до уста, али врло често је кашика празна кад до њих стигне. Ово је следећи проблем који треба решити, како одојче учи да захвати храну кашиком, принесе је устима без просипања и сипа храну у уста. Једном када је овај основни след активности усвојен, постепено се усклађује док не достигне ниво лаког и аутоматског извођења. 

## Контрола пражњења
Још један важан елемент у све већој способности деце да самостално делују јесте стицање вољне контроле над мишићима који контролишу пражњење. У раним месецима живота, пражњење је невољно. Када су бебина бешика или црева пуни, одговарајући мишић сфинктер се аутоматски отвара и празни их. Пре него што беба може вољно да контролише ове мишиће, чулни путеви из бешике и црева морају бити довољно зрели да пренесу сигнале до коре мозга.
Деца онда морају научити да повежу ове сигнале са потребом за пражњењем. Такође морају научити да стегну сфинктере да би спречили пражњење и да их опусте да би га омогућили. Деца обично нису способна за вољно одлагање пражњења до узраста од бар 15 месеци, али могу научити да се празне на ноши већ на узрасту до 5 или 6 месеци.
Неколико великих развојних теоретичара, придаје посебан значај догађајима у вези са обуком коришћења ноше. У деветнаестом и раном двадесетом веку, обука на ноши је почињала што је раније могуће, не само због тога што је то било згодно у времену када није постојала веш машина и једнократне пелене, већ и зато што се веровало да ће рано обучавање осигурати правилан рад црева, што се сматрало важним за здравље. Прво издање Неге одојчета, које је објавио Дечији Биро Сједињених Држава 1914 године, саветује мајкама да почну са обучавањем пражњења црева од трећег месеца или чак раније. Пошто је неуролошка основа за контролу бешике и црева још увек незрела на раним узрастима, обучавање на ноши обично захтева неко време да би се завршило. У једном истраживању је утврђено да обучавање на ноши које почне пре 5 месеца, обично траје 10 месеци; ако се обука одложи до узраста од 20 месеци, деци је потребно упола мање времена. Већина деце је у стању да остане сува током дана до узраста од 2 године. Али многа деце не остваре такву контролу до узраста од 3 године, а већина деце не научи да остане сува током спавања чак и кад су старија.